# Битва під Красним Кутом
Битва під Красним Кутом відбулася 20–22 лютого 1709 р. (Григоріанський календар) під час шведського вторгнення у  Великій Північній війні 1700—1721 років.  шведські війська безпосередньо очолювалися  Карлом XII], який переслідував війська росіян, якими командував Карл Евальд фон Ренне, з невеликих боїв під Красним Кутом до головної битви під селом Городнє. Шведи перемогли, але закінчили атаки, коли настала ніч.

## Прелюдія
Наприкінці XVII століття Московське царство, Данія-Норвегія, Саксонія і Річ Посполита сформували альянс проти Шведської імперії, щоб відновити те, що було втрачено в попередніх війнах. Тим не менш, три з чотирьох союзників зазнали поразок протягом семи років, залишаючи лише Московське царство, щоб протистояти шведському вторгненню. У 1707 році Карл XII розпочав свій похід до Московського царства і йшов до перемоги, у битві при Головчині (1708) і облозі Веприка (1708), але й зазнав поразок, як битва під Лісною.
В ході свого Російського походу в кінці 1708 шведський король Карл XII розташував армію на квартирах в районі Ромнів, Гадяча, Прилук та Лохвиці, де Мазепа завчасно зібрав великі продовольчі запаси. Штаб короля був в Ромнах; інші пункти були зайняті гарнізонами, що забезпечували спокійний відпочинок інших військ. Ця охорону була тим більш необхідною, тому що район, зайнятий шведськими військами, був з усіх боків оточений російськими загонами.
Напади Петра I на район розквартирування шведів змусили Карла XII опанувати Веприком, який служив точкою опори для набігів російської кінноти. 6 (17) січня 1709 шведи, після кровопролитного штурму, оволоділи Веприком, але російська кіннота продовжувала турбувати супротивника. Внаслідок цього Карл XII вирішив відтіснити росіян на схід і, щоб поставити між ними і собою серйозну перешкоду, спустошити район по лівому березі річки Ворскли. Виконуючи намічений план, Карл XII 27 січня (7 лютого) зайняв Опішню, 28 січня (8 лютого) — Котельву.
Отримавши відомості про наступ шведів, Петро I знайшов, що ще передчасно вплутуватися в генеральну битву, та наказав: 3 піхотним полкам залишитися в Охтирці і приготуватися до оборони; кінному загону генерал-лейтенанта К. Е. Ренне (10 драгунських полків) перейти з Охтирки в напрямку Бєлгорода.
8 (19) лютого Карл XII виступив з Котельви в напрямку до Охтирки і подолавши 15 верст, досяг села Хухра. Не припускаючи продовжувати свій наступ вглиб Росії і задовольняючись уже досягнутими результатами, Карл XII вирішив повернутися за Ворсклу, почавши попутно спустошення місцевості, що прилягала до Ворскли. Вислана їм 9 (20) лютого розвідка з'ясувала, що Охтирка зайнята трьома російськими піхотними полками і що російська кіннота перейшла в Красний Кут. Через це Карл XII намітив для повернення на правий берег Ворскли кружний шлях через Красний Кут, що полегшувало постачання шведської армії продовольством з місцевих засобів, призводило до спустошення ширшого району і, крім того, давало можливість відсунути ще далі на схід московську кінноту, яка перейшла в Красний Кут.

## Хід битви
10 (21) лютого Карл XII виступив з Хухри проти Ренне. Підійшовши до Красного Кута, король, який перебував попереду зі своєю кавалерією, атакував російський авангард (2 драгунських полку генерала Шаумбурга), що став за цим містечком в бойовий порядок, і змусив його відступити у напрямку до Городнього, де був Ренне з іншими драгунськими полками. Ренне спішив частину загону і поставив її за засікою в рові, на південь від Городнього, а іншу, більшу частину, розташував на північ від селища. Тим часом, розпалена переслідуванням швидко відступаючого російського авангарду, шведська кавалерія, у міру наближення до Городня розтягувалася в глибину і втрачала порядок: частина полків випередила головні сили і слідувала на плечах тих, що відступали, інша частина відстала і могла підійти до Городня лише з великим запізненням. Попереду шведської кавалерії рухався король з драбантами і 2 драгунськими полками (дюкерів і Таубе).
Карл XII зовсім забув про свої обов'язки полководця і, користуючись нагодою, поспішав проявити в очах своїх військ приклад особистої відваги. Наблизившись до Городнього і бажаючи охопити росіян з обох флангів, він розділив війська, що йшли попереду, на дві частини: один драгунський полк склав праву колону і був направлений на південь від селища, а другий полк і драбанти, під особистим командуванням Карла, склали ліву колону і рушили в обхід селища з півночі.
Права колона раптово натрапила на влаштовану Ренне засідку і прийшла в розлад, а декілька ескадронів, що прибули до росіян на допомогу, дали можливість негайно перейти до переслідування шведів і гнати їх аж до Красного Кута. Така ж невдача спіткала і ліву колону, яка намагалася атакувати правий фланг російських військ. Шведи, які прийшли в безлад, бігли до Красного Кута, залишивши короля, який захопився рукопашним боєм, з невеликою купкою драбантів. Карл XII був відрізаний від своїх та був змушений шукати порятунку на сусідньому млині.
Майор російської служби німець Вальтер фон Бок запропонував розстріляти Краснокутський млин прямою наводкою з трофейних шведських гармат. Однак генерал Ренне відмовився розстрілювати шведського короля, сказавши: «того не дозволяє честь російська», за що пізніше заслужив похвали Петра I.
Наступила темрява і Ренне отримав тривожні донесення про наближення до Городнього всієї шведської армії, що змусило його увечері 10 лютого віддати наказ про відступ до Богодухова. Щастя на цей раз допомогло Карлу XII уникнути полону.
Шведський король, що врятований з оточення генералом К. Г. Крузе, відразу ж перейшов в контрнаступ і гнав московські війська до Городнього. 659 російських кавалеристів загинули по дорозі від Красного Кута до Городнього і ще 115 — на вулицях Городнього, де «його величність увірвався в середину росіян». Всі убиті «були пронизані шпагами драбантів». Шведи ж втратили 132 людини убитими і пораненими.

## Наслідки
А. Б. Широкорад пише, що «Битва викликало якщо не паніку, то велике збентеження в ставці російського царя в Бєлгороді. Петро I залишив армію і вирушив до Воронежа зміцнювати місто».
Однак 13 (24) лютого несподівано настала відлига, розлилися річки, і Карл XII відступив в Гетьманщину.
Князь Б. І. Куракін так оцінив результат кампанії в Слобідській Україні: "ворог … і з усім своїм великим корпусом військ був на всю зиму аж до порожньої води завжди в акціях з корпусом військ під командою його світлості кн. Меншикова, як спочатку згадаю, у Груні — з полковником Шевальє, під Опішньою — з генералом майором Шамбурхом, в Красному Куті — з ним же, Шамбурхом, в Городньому — з генералом поручиком Ренне, де з великими втратами і соромом відійшов, і потім стала вода велика … ".
Відразу після битви при Красному Куті, 22 лютого 1709 року, коли король Швеції Карл XII ледь не загинув або не потрапив в полон, він вперше погодився обговорити з Петром Першим можливість миру і послав особистого представника в штаб російських військ. Переговори нічим не закінчилися. Після завершення переговорів шведський представник передав російським особисте прохання Карла: «його війська не можуть забезпечити себе провіантом, багато солдатів хворі, а поляки-союзники просять за поставки непомірно дорого, а тому він був би вдячний, якби росіяни знайшли можливість продати шведським фуражирам зерно, вино і необхідні ліки, а також скільки можливо пороху і свинцю, але за розумною, помірною ціною». Цар не став озброювати противника, але безкоштовно нагодував і напоїв його: відразу відправив шведам три обозу зерна, обоз вина і «три колимаги різного аптекарства, …в ім'я людського співчуття до хворих і Господньої милостині» .